# Skorpplätt
Skorpplätt (Dacrymyces enatus) är en svampart som först beskrevs av Berk. & M.A. Curtis, och fick sitt nu gällande namn av George Edward Massee 1891. Skorpplätt ingår i släktet Dacrymyces och familjen Dacrymycetaceae.  Arten är reproducerande i Sverige. Inga underarter finns listade i Catalogue of Life.